# Monumento a Alejandro Casona

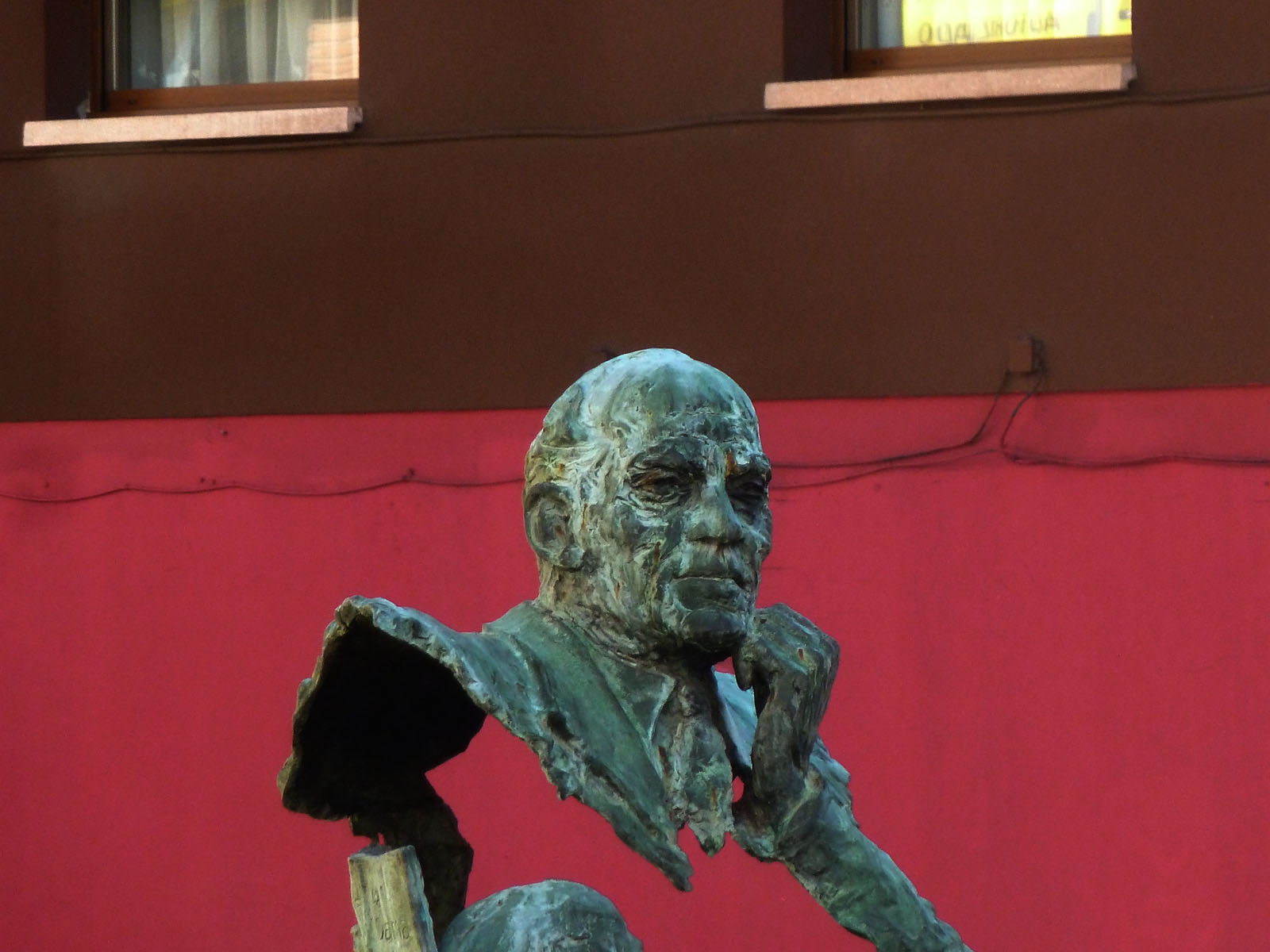
Monumento a Alejandro Casona.

El monumento a Alejandro Casona, ubicado en la calle Alejandro Casona, en la ciudad de Oviedo, Principado de Asturias, España, es una de las más de un centenar de esculturas urbanas que adornan las calles de la mencionada ciudad española.
El paisaje urbano de esta ciudad se ve adornado por obras escultóricas, generalmente monumentos conmemorativos dedicados a personajes de especial relevancia en un primer momento, y más puramente artísticas desde finales del siglo XX.
La escultura, hecha en bronce, es obra de Amado González Hevia "Favila", y está datada en 1997. Se trata de un busto, firmado por el autor, con el que se trata de recordar dramaturgo de Cangas de Narcea, Alejandro Rodríguez Álvarez, conocido como Alejandro Casona. En ella se puede contemplar al literato en actitud pensativa con la mano izquierda apoyada en la barbilla, y la derecha descansando en  un libro abierto, en cuya portada se puede leer "La Dama del Alba". El conjunto se completa con  una calavera símbolo de  la dramaturgia teatral. El conjunto escultórico tiene una placa de bronce situada sobre el pedestal, en el que se lee: "EL EXCMO./AYUNTAMIENTO/DE OVIEDO A/DN ALEJANDRO CASONA/1903 - 1965"